# 禾叶兰
禾叶兰（学名：Agrostophyllum callosum）为兰科禾叶兰属下的一个种。